# Reiner Schwarz (Maler)

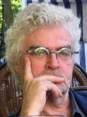
Reiner Schwarz (2009)

Reiner Schwarz (* 28. Februar 1940 in Hirschberg im Riesengebirge) ist ein deutscher Maler, Lithograf und Zeichner. Er lebt und arbeitet in Berlin.

## Leben und künstlerische Laufbahn
Nach Flucht und Ausweisung aus Schlesien verbrachte Reiner Schwarz den Rest der Kindheit in einem Dorf in der Nähe von Hannover, die wesentliche Schulzeit dann in Hannover. 
1960 wechselte er nach Berlin, wo er ein Studium an der Hochschule für bildende Künste (jetzt: Universität der Künste) bei dem Surrealisten Mac Zimmermann aufnahm.
1964 wurden erstmals seine Arbeiten in einer Einzelausstellung in Bremen gezeigt. Die Kritik in Bremen bescheinigte ihm eine eigene Sicht der Dinge, eine eigene Bildsprache, die sich aus der genauen Beobachtung der Umwelt speist. Galerie Brusberg vertrat über 20 Jahre das gesamte Werk Reiner Schwarz’, dokumentiert mit dem Werkverzeichnis der Lithografien von 1984. Mehrere große Ausstellungen, so im Kunstverein Mannheim, dem Museum Ostdeutsche Galerie Regensburg (Retrospektive der Bilder und der Lithografien), in der Galerie Brusberg in Hannover und in Berlin am Kurfürstendamm folgten.
1987 gab es eine wegweisende Arbeitsbegegnung mit Rolf Münzner (Geithain) und Peter Schnürpel (Altenburg) in der Druckwerkstatt Kätelhön. 1988 begann Schwarz, realistisch auf großformatigen Packpapieren aus der DDR zu zeichnen. Über die Qualität dieser DDR-Packpapiere urteilt der Chefrestaurator der Staatlichen Museen zu Berlin, Preußischer Kulturbesitz: „Sie sind ein Naturprodukt, dunkeln leicht nach, sind aber völlig unbedenklich im konservatorischen Sinne.“ Von diesen Packpapieren, auf denen Reiner Schwarz bis heute arbeitet, ist der Mensch verschwunden. Man erlebt Stillleben, Gegenstände des täglichen Gebrauchs und eben menschenleere Räume – aber „... es sind Räume, in denen die Menschen gelebt haben, ihre Spuren hinterließen und die Räume prägten. Die Gegenstände wurden im Gebrauch durch Menschen selbst zu Individuen, sie tragen die Erinnerung an diese Menschen in sich. Mein Respekt gilt den Gegenständen und den Menschen, die ich nicht kannte und die ich nicht darstelle, die diesen Gegenständen aber Leben gaben.“ Der Kunstwissenschaftler Helmut Börsch-Supan schrieb zu diesen Zeichnungen: „Reiner Schwarz zeigt den Blick auf die Wirklichkeit, aus der der Mensch verbannt ist und nur das zu sehen ist, was er angerichtet hat … Seine Botschaft ist sanft, aber subversiv. Sie ist Widerstand gegen die unmenschliche Schnelligkeit der Maschine. In den Bildern wird für einen anderen Umgang mit der Zeit und damit auch mit dem Leben plädiert.“

### Ausbildung
Seine ersten Lithografien produzierte Schwarz 1960, in dem Jahr, in dem er in Berlin ein Studium an der Hochschule für bildende Künste aufgenommen hatte. Von 1961 bis 1964 studierte er in der Malklasse von Mac Zimmermann. Auf seinen Studienreisen nach Florenz und Venedig im Jahr 1962 studierte er die italienische Malerei, vor allem die sienesische und die der Manieristen. 1964 legte Schwarz sein 1. Künstlerisches Staatsexamen ab, es folgte eine Studienreise nach Rom. 1965 wurde er Meisterschüler. Nach seinem 2. Staatsexamen im Jahr 1968 wurde er freier Maler und Grafiker.

### Auszeichnungen
- 1972 und 1976 Medaillen der Internationalen Grafikbiennale Frechen
- 1977 2. Senefelder-Preis für Lithografie, Offenbach
- 1979 Förderpreis zum Kulturpreis Schlesien des Landes Niedersachsen
- 1996 Preis der 1. Internationalen Lithografie-Biennale der Ostseeländer, Nidzica

### Ausstellungen
Schwarz hatte bislang mehr als 150 Einzelausstellungen in Galerien und Kunstinstituten, unter anderem:
- 1973: Institut für moderne Kunst Nürnberg; Galerie Brusberg, Hannover; Galerie Ketterer, München (mit Diehl und Petrick); Phoenix Gallery, San Francisco; Galerie Diercks, Aarhus
- 1975: Associated American Artists, New York
- 1976: Kunstverein Mannheim
- 1981: Kunstverein Bamberg, Neue Residenz; Institut für Auslandsbeziehungen, Kopenhagen
- 1982: Aarhus Kunstmuseum; Himmerlands Museum, Aars; Kunstverein Siegen
- 1983: Galerie Brusberg, Berlin (Bilder aus zehn Jahren und das grafische Werk)
- 1984: Museum Ostdeutsche Galerie Regensburg (Retrospektive der Bilder und der Lithografien); Albrecht-Dürer-Gesellschaft, Nürnberg
- 1987: Hochschule für Grafik und Buchkunst Leipzig
- 1989: Galerie Brusberg, Berlin (mit Heike Ruschmeyer)
- 1997: Museum Schloss Clemenswerth
- 1999: Kulturspeicher im Schloss Oldenburg (Retrospektive der Zeichnungen)
- 2015/16: Saale-Galerie, Saalfeld[8]

## Veröffentlichungen
- Ein Litho machen. Texte von Reiner Schwarz und Alexander Dückers. Hofheim, Erlangen, Berlin, Lilienthal, Schwarzenacker und Regensburg 1980.
- Gemälde 1962–1983. Kunstforum Ostdeutsche Galerie, Regensburg 1984.
- Der Blick durch den Spiegel. Werkverzeichnis der Lithographien 1961 bis 1983 (= Brusberg Dokumente 12). Galerie Brusberg, Berlin und Hannover 1984.
- mit Rolf Münzner und Peter Schnürpel: Eine Arbeitsbegegnung. Galerie Stübler, Hannover 1988.
- Der Augenblick der Stille. Arbeiten auf Papier. Verlag J. U. Hoffmann, Hamburg 1998.
- mit Reinhard Minkewitz: Geste & Gegenstand (= Göpfersdorfer Kunstblätter 7). E. Reinhold Verlag, Altenburg 2013.